# 더핑 방정식
더핑 방정식(Duffing equation) 또는 더핑 진동자(Duffing oscillator)는 강성과 주기적인 외력 등이 있는 진동자로 
{\displaystyle {\ddot {x}}+\delta {\dot {x}}+\alpha x+\beta x^{3}=\gamma \cos(\omega t),}
수식에 의해 표현된다.

## 같이 보기
- 단순조화운동
- 탄성진자